# Mesarchaea bellavista
Mesarchaea bellavista is een spinnensoort uit de familie Mecysmaucheniidae. De soort komt voor in Chili.